# Anders Dahl
Anders (Andreas) Dahl (Varnhem, Västergötland; 17 de marzo de 1751 - Turku; 25 de mayo de 1789) fue un médico y botánico sueco.

## Biografía
Después de sus estudios en la Universidad de Upsala, donde fue alumno de Linneo, Dahl tuvo la desgracia de abandonar, debido a su falta de medios económicos, más tarde obtiene el título de medicina en Kiel en 1786.
Se convierte en profesor ayudante y enseñante de botánica en la Universidad de Helsinki al año siguiente.
En paralelo a estas actividades, es responsable de las colecciones y del Jardín botánico de Claes Alströmer.
Con Adam Afzelius, al que le unía con Dahl una amistad desde sus años de estudios, cooperó en la nueva edición de Flora Svecica de Carlos Linneo. También contribuyó con el descubrimiento de plantas de la costa oeste de Suecia, trabajando en algunas descripciones de plantas y su situación en el sistema de Linneo.

## Honores
Epónimos

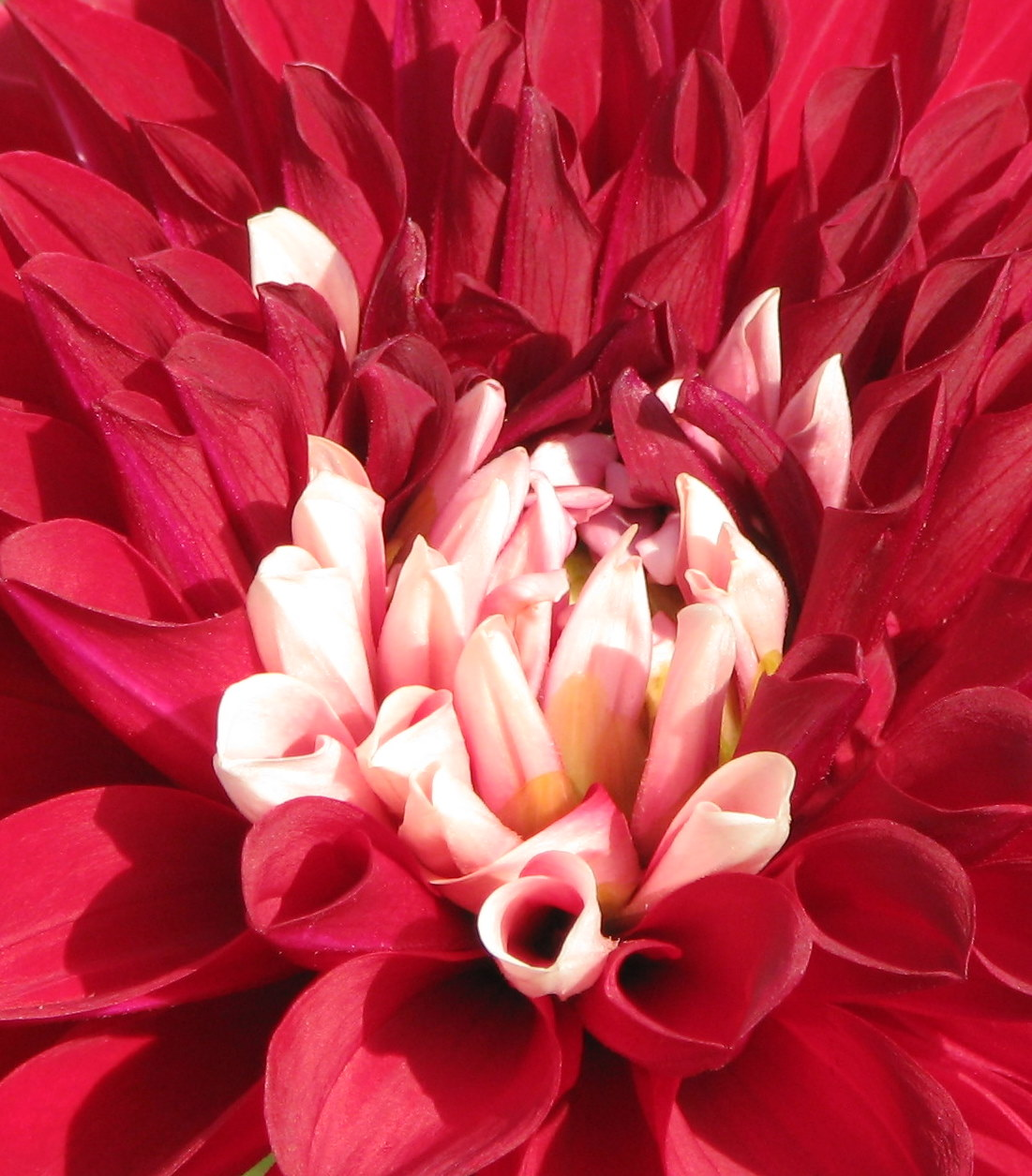
Dalia, nombre de la flor en honor a Anders Dahl

El abate Antonio Jose Cavanilles, director de los Jardines Reales de Madrid, dio nombre de dahlia "dalia" a la popular flor mexicana, en memoria del botánico sueco, porque recibió los primeros especímenes desde México en 1791, dos años después del fallecimiento de Andreas Dahl.

## Obra
- Observationes botanicae circa systema vegetabilium divi a Linne Gottingae 1784 editum, quibus accedit justae in manes Linneanos pietatis specimen. 1787
- Horologium Florae. En: Ny Journal uti Hushållningen. 1790

- La abreviatura «Dahl» se emplea para indicar a Anders Dahl como autoridad en la descripción y clasificación científica de los vegetales.[2]